# Alice Hamilton
Alice Hamilton (27. února 1869 New York – 22. září 1970 Hadlyme) byla americká lékařka, výzkumnice a spisovatelka, známá především jako přední expertka ochrany zdraví při práci a průkopnice pracovní toxikologie.
Po promoci na Michiganské univerzitě začala jako první žena pracovat pro Harvardovu univerzitu. Její výzkum se týkal především nemocí z povolání a nebezpečných účinků průmyslově používaných kovů a chemických sloučenin. Mimo své výzkumné kariéry stála za reformou sociálního systému.